# Anton Lundqvist
Anton Bengtsson Lundqvist (født 16. september 1989 i Göteborg) er en svensk skuespiller. Han er søn af skuespillerinden Maria Lundqvist.

## Udvalgt filmografi
- Kim Novak badede aldrig i Genesarets sø (2005)
- Krakel Spektakel (2014)
- Broen (tv-serie, 2015)
- En forbandet god jul (2015)
- Sygeplejerskerne (tv-serie, 2016-2017)
- Jagten på tidskrystallen  (julekalender, 2017)
- Ind i tågen (tv-film, 2018)
- Mord i Skærgården (tv-serie, 2020-2024)
- Honour (tv-serie, 2021)
- Beck (tv-serie, 2022)
- Kenny Starfighter (tv-serie, 2022)
- Whiskey on the Rocks (tv-serie, 2024)